# Ergebnisse der Kommunalwahlen in Chemnitz
| Chemnitzer Stadtrat (Stand: Wahl 2024)Insgesamt 59 Sitze - BSW: 8 - Linke: 5 - PARTEI: 2 - Grüne: 4 - SPD: 7 - FDP: 2 - CDU: 13 - AfD: 15 - Pro C/FS: 3 Ein BSW-Sitz bleibt mangels Kandidaten unbesetzt. Der Stadtrat verkleinert sich auf 59 Sitze. | Fraktionen (Stand: 26. August 2024)Insgesamt 59 Sitze - fraktionslos: 2 - BSW: 8 - Linke: 5 - Grüne: 4 - SPD: 7 - CDU/FDP: 15 - AfD: 15 - Pro C/FS: 3 fraktionslos: 2 PARTEI Ein BSW-Sitz bleibt mangels Kandidaten unbesetzt. Der Stadtrat verkleinert sich auf 59 Sitze. |

In den folgenden Listen werden die Ergebnisse der Kommunalwahlen in Chemnitz aufgelistet. Es werden im ersten Teil die Ergebnisse der Stadtratswahlen ab 1990 angegeben. Im zweiten Teil stehen die Ortschaftsratswahlergebnisse ab 1999.
Es werden nur diejenigen Parteien und Wählergruppen aufgelistet, die bei wenigstens einer Wahl mindestens zwei Prozent der gültigen Stimmen erhalten haben. Bei mehrmaligem Überschreiten dieser Grenze werden auch Ergebnisse ab einem Prozent aufgeführt. Das Feld der Partei, die bei der jeweiligen Wahl die meisten Stimmen bzw. Sitze erhalten hat, ist farblich gekennzeichnet.

## Parteien
- B’90/Grüne: Bündnis 90/Die Grünen → Grüne
- Chemnitz für Alle → Piraten
- CDU: Christlich Demokratische Union Deutschlands
  - 1990 als: Christlich-Demokratische Union Deutschlands (DDR)
- DFD: Demokratischer Frauenbund Deutschlands
- DSU: Deutsche Soziale Union → Pro C
- FDP: Freie Demokratische Partei
- FS: Freie Sachsen, 2024 in Bündnis mit Pro Chemnitz (s. u.)
- Grüne: B’90/Grüne
  - 1990 als Grüne Partei in der DDR (Grüne Partei)
- Linke: Die Linke
  - bis 2004: PDS
- NF: Neues Forum (Forum)
- NPD: Nationaldemokratische Partei Deutschlands
- PARTEI: Partei für Arbeit, Rechtsstaat, Tierschutz, Elitenförderung und basisdemokratische Initiative
- PDS: Partei des Demokratischen Sozialismus → Linke
- Piraten: Piratenpartei Deutschland, 2019 als Chemnitz für Alle
- REP: Die Republikaner → Pro C
- SPD: Sozialdemokratische Partei Deutschlands
  - 1990 als: Sozialdemokratische Partei in der DDR

## Wählergruppen
- BIKA: Bürgerinitiative Kleinolbersdorf-Altenhain
- BLE: Bürgerliste Einsiedel
- BLSVE: Bürgerliste Sportverein Viktoria Einsiedel
- EWV: Eubaer Wählerverein
- FWG: Freie Wählergemeinschaft Grüna
- FWGM: Freie Wählergemeinschaft Mittelbach
- FWK: Freie Wähler der Gemeinde Klaffenbach
- FWVKA: Freie Wählervereinigung Kleinolbersdorf-Altenhain
- FWVR: Freie Wählervereinigung Röhrsdorf
- GVW: Gewerbeverein Wittgensdorf
- HVM: Heimatverein Mittelbach e.V.
- HWGE: Verein der Haus-, Wohnungs- und Grundstückseigentümer Einsiedel
- LC: Liste C (Liste Chemnitz)
- Persp: Perspektive Chemnitz
- Pro C: Bürgerbewegung Pro Chemnitz
  - 1990: DSU
  - 1994 und 1999: DSU und REP
  - 2004: REP
  - 2009/2014/2019: Pro C/DSU
  - 2024: Pro C/Freie Sachsen
- Pro C/DSU: Bürgerbewegung Pro Chemnitz/Deutsche Soziale Union → Pro C
- Pro E: Pro Einsiedel
- ULFW: Unabhängige Liste Feuerwehr Röhrsdorf
- ULR: Unabhängige Liste Röhrsdorf
- Vosi: Wählergemeinschaft Volkssolidarität
- WfW: Bündnis „Wir für Wittgensdorf“

## Abkürzung
- Wbt.: Wahlbeteiligung

## Stadtratswahlen
Stimmenanteile der Parteien in Prozent
| Jahr   | Wbt. | AfD  | CDU  | BSW  | SPD  | Linke | Grüne | FS/Pro1 | FDP  | PARTEI | Vosi | NPD | Persp |
| ------ | ---- | ---- | ---- | ---- | ---- | ----- | ----- | ------- | ---- | ------ | ---- | --- | ----- |
| 219902 | 72,5 |      | 38,2 |      | 17,7 | 16,4  | 5,5   | 6,6     | 7,3  |        |      |     |       |
| 319943 | 68,2 |      | 24,6 |      | 34,6 | 21,8  | 9,5   | 1,9     | 3,7  |        |      |     |       |
| 1999   | 48,5 |      | 32,6 |      | 29,3 | 22,1  | 4,4   | 3,4     | 3,1  |        |      |     |       |
| 2004   | 43,4 |      | 24,5 |      | 18,0 | 26,9  | 6,1   | 10,3    | 7,2  |        |      |     | 5,8   |
| 420094 | 46,9 |      | 21,8 |      | 19,8 | 22,2  | 7,6   | 4,6     | 11,7 |        | 4,2  | 2,4 | 2,3   |
| 520145 | 44,2 | 5,6  | 24,5 |      | 19,5 | 23,6  | 7,9   | 5,7     | 5,5  |        | 3,1  | 2,0 |       |
| 620196 | 61,3 | 17,9 | 20,0 |      | 11,6 | 16,7  | 11,5  | 7,7     | 7,4  | 3,0    | 2,3  |     |       |
| 720247 | 65,4 | 24,3 | 21,3 | 15,0 | 12,4 | 7,6   | 7,3   | 4,9     | 3,6  | 2,9    |      |     |       |

Sitzverteilung
| Jahr | Gesamt | AfD | CDU | BSW | SPD | Linke | Grüne | FS/Pro | FDP | PARTEI | Vosi | Piraten | NPD | LC | Persp | DFD |
| ---- | ------ | --- | --- | --- | --- | ----- | ----- | ------ | --- | ------ | ---- | ------- | --- | -- | ----- | --- |
| 1994 | 60     |     | 15  |     | 21  | 13    | 6     | 1      | 2   |        |      |         |     |    |       | 2   |
| 1999 | 60     |     | 21  |     | 18  | 16    | 2     | 1      | 2   |        |      |         |     |    |       |     |
| 2004 | 54     |     | 14  |     | 10  | 15    | 3     | 5      | 4   |        |      |         |     |    | 3     |     |
| 2009 | 60     |     | 14  |     | 13  | 14    | 4     | 3      | 7   |        | 2    |         | 1   | 1  | 1     |     |
| 2014 | 60     | 3   | 15  |     | 12  | 15    | 5     | 3      | 3   |        | 2    | 1       | 1   |    |       |     |
| 2019 | 60     | 11  | 13  |     | 7   | 10    | 7     | 5      | 4   | 1      | 1    | 1       |     |    |       |     |
| 2024 | 7597   | 15  | 13  | 8   | 7   | 5     | 4     | 3      | 2   | 2      |      |         |     |    |       |     |

Fußnoten
1 Pro C: 
1990: DSU: 6,6 %,
1994: DSU: 1,6 %, 1 Sitz, REP: 0,3 %,
1999: REP: 2,0 %, 1 Sitz, DSU: 1,4 %,
2004: REP,
2009, 2014, 2019: Pro C/DSU
2024: Pro Chemnitz/Freie Sachsen
2 1990: zusätzlich: NF: 5,0 %

3 1994: zusätzlich: DFD: 3,9 %

4 2009: zusätzlich: LC: 3,0 %

5 2014: zusätzlich: Piraten 1,9 %, PARTEI 0,6 %

6 2019: zusätzlich: Piraten 2,0 %

7 2024: zusätzlich: Bürgerbündnis Solidarität 0,7 %; Ein Sitz des BSW blieb mangels Bewerber unbesetzt. Der Stadtrat verkleinerte sich auf 59 Sitze.

## Ortschaftsratswahlen

### Einsiedel
Stimmenanteile der Parteien in Prozent
| Jahr | Wbt. | CDU  | BLE  | AfD  | Pro C | HWGE | Linke | Grüne | BLSVE | REP | Pro E |
| ---- | ---- | ---- | ---- | ---- | ----- | ---- | ----- | ----- | ----- | --- | ----- |
| 1999 | 57,6 | 32,3 | 43,4 |      |       |      |       |       | 24,4  |     |       |
| 2004 | 57,3 | 29,3 | 31,1 |      |       | 9,1  | 8,5   |       | 13,5  | 4,5 | 4,0   |
| 2009 | 58,1 | 25,4 | 40,1 |      |       | 20,1 | 14,4  |       |       |     |       |
| 2014 | 56,3 | 28,3 | 34,8 |      | 4,1   | 17,7 | 15,2  |       |       |     |       |
| 2019 | 72,4 | 32,6 | 29,3 |      | 7,8   | 24,5 |       | 5,8   |       |     |       |
| 2024 | 76,8 | 44,5 | 31,3 | 20,8 | 3,4   |      |       |       |       |     |       |

Sitzverteilung
| Jahr   | Gesamt  | CDU | BLE | AfD | Pro C | HWGE | Grüne | Linke | BLSVE |
| ------ | ------- | --- | --- | --- | ----- | ---- | ----- | ----- | ----- |
| 1999   | 16      | 5   | 7   |     |       |      |       |       | 4     |
| 2004   | 12      | 4   | 4   |     |       | 1    |       | 1     | 2     |
| 120091 | 11 (12) | 2   | 5   |     |       | 3    |       | 1 (2) |       |
| 2014   | 12      | 4   | 4   |     |       | 2    |       | 2     |       |
| 2019   | 12      | 4   | 3   |     | 1     | 3    | 1     |       |       |
| 20242  | 11 (12) | 5   | 4   | 2   |       |      |       |       |       |

Fußnote
1 2009: Gesamt: 11 statt 12 Mandate, Linke nur 1 statt 2 Mandate mangels Bewerber
2 2024: Gesamt: 11 statt 12 Mandate, AfD nur 2 statt 3 Mandate mangels Bewerber

### Euba
Stimmenanteile der Parteien in Prozent
| Jahr | Wbt. | EWV  | CDU  | AfD  | Pro C.DSU | Linke  | SPD    | FDP |
| ---- | ---- | ---- | ---- | ---- | --------- | ------ | ------ | --- |
| 1999 | 60,8 | 37,4 | 37,2 |      |           | 011,41 | 011,44 | 2,6 |
| 2004 | 54,3 | 36,6 | 42,6 |      |           |        | 15,7   | 5,1 |
| 2009 | 56,9 | 33,9 | 40,1 |      |           | 15,3   | 10,5   |     |
| 2014 | 53,4 | 62,2 | 37,8 |      |           |        |        |     |
| 2019 | 73,2 | 59,1 | 26,3 | 14,6 |           |        |        |     |
| 2024 | 76,8 | 52,1 | 23,4 | 22,3 | 2,2       |        |        |     |

Sitzverteilung
| Jahr | Gesamt | EWV | CDU | AfD | Linke | SPD |
| ---- | ------ | --- | --- | --- | ----- | --- |
| 1999 | 10     | 4   | 4   |     | 1     | 1   |
| 2004 | 10     | 4   | 5   |     |       | 1   |
| 2009 | 10     | 4   | 4   |     | 1     | 1   |
| 2014 | 9      | 6   | 3   |     |       |     |
| 2019 | 10     | 6   | 3   | 1   |       |     |
| 2024 | 10     | 6   | 2   | 2   |       |     |

### Grüna
Stimmenanteile der Parteien in Prozent
| Jahr | Wbt. | FWG, ab 2019 FWV | CDU    | AfD    | Grüne | FDP | Pro C.DSU | SPD  | Linke |
| ---- | ---- | ---------------- | ------ | ------ | ----- | --- | --------- | ---- | ----- |
| 1999 | 55,3 | 31,4             | 23,3   |        |       |     |           | 31,0 | 14,3  |
| 2004 | 42,6 | 47,0             | 23,0   |        |       |     |           | 13,5 | 16,5  |
| 2009 | 48,5 | 46,1             | 22,0   |        |       | 4,3 |           | 15,6 | 12,0  |
| 2014 | 50,5 | 55,5             | 23,2   |        |       |     |           | 10,7 | 10,6  |
| 2019 | 67,4 | 53,8             | 013,19 | 013,17 | 06,92 |     |           | 6,1  | 06,87 |
| 2024 | 68,6 | 58,7             | 12,5   | 16,9   | 6,2   | 3,3 | 2,5       |      |       |

Sitzverteilung
| Jahr   | Gesamt  | FWG, ab 2019 FWV | CDU | AfD | Grüne | SPD | Linke |
| ------ | ------- | ---------------- | --- | --- | ----- | --- | ----- |
| 1999   | 16      | 5                | 4   |     |       | 5   | 2     |
| 2004   | 16      | 8                | 4   |     |       | 2   | 2     |
| 120091 | 13 (14) | 7                | 3   |     |       | 2   | 1 (2) |
| 2014   | 14      | 9                | 3   |     |       | 1   | 1     |
| 2019   | 14      | 8                | 2   | 2   | 1     |     | 1     |
| 2024   | 14      | 9                | 2   | 2   | 1     |     |       |

Fußnote
1 2009: Gesamt: 13 statt 14 Mandate, Linke: nur 1 statt 2 Mandate möglich

### Klaffenbach
Stimmenanteile der Parteien in Prozent
| Jahr | Wbt. | FWK  | AfD  | SPD  | Pro C.DSU | CDU  | Linke | FDP |
| ---- | ---- | ---- | ---- | ---- | --------- | ---- | ----- | --- |
| 1999 | 65,1 | 36,5 |      | 20,8 |           | 36,0 |       | 6,6 |
| 2004 | 53,3 | 26,3 |      | 14,5 |           | 39,4 | 15,5  | 4,3 |
| 2009 | 58,9 | 36,2 |      | 14,5 |           | 32,8 | 9,9   | 6,6 |
| 2014 | 56,7 | 46,2 |      | 10,7 |           | 19,6 | 16,1  | 7,2 |
| 2019 | 74,1 | 63,5 | 12,9 | 5,8  |           | 6,7  | 11,0  |     |
| 2024 | 80,5 | 68,5 | 16,6 | 10,3 | 4,7       |      |       |     |

Sitzverteilung
| Jahr | Gesamt | FWK | AfD | SPD | CDU | Linke |
| ---- | ------ | --- | --- | --- | --- | ----- |
| 1999 | 12     | 5   |     | 2   | 5   |       |
| 2004 | 12     | 3   |     | 2   | 5   | 2     |
| 2009 | 12     | 5   |     | 2   | 4   | 1     |
| 2014 | 9      | 5   |     | 1   | 2   | 1     |
| 2019 | 9      | 7   | 1   |     |     | 1     |
| 2024 | 9      | 6   | 2   | 1   |     |       |

### Kleinolbersdorf-Altenhain
Stimmenanteile der Parteien in Prozent
| Jahr | Wbt. | CDU  | FWVKA | AfD  | SPD | Pro C.DSU | BIKA | Grüne |
| ---- | ---- | ---- | ----- | ---- | --- | --------- | ---- | ----- |
| 1999 | 65,3 | 46,8 | 31,3  |      | 6,8 |           | 15,0 |       |
| 2004 | 58,1 | 58,7 | 21,4  |      | 5,7 |           | 14,2 |       |
| 2009 | 61,8 | 72,8 | 27,2  |      |     |           |      |       |
| 2014 | 62,3 | 67,9 | 25,2  |      | 6,9 |           |      |       |
| 2019 | 77,5 | 51,9 | 34,1  |      | 4,6 |           |      | 9,5   |
| 2024 | 81,2 | 43,2 | 28,6  | 15,8 | 7,8 | 4,6       |      |       |

Sitzverteilung
| Jahr | Gesamt | CDU | FWVKA | AfD | SPD | BIKA |
| ---- | ------ | --- | ----- | --- | --- | ---- |
| 1999 | 12     | 6   | 4     |     |     | 2    |
| 2004 | 12     | 8   | 3     |     |     | 1    |
| 2009 | 12     | 9   | 3     |     |     |      |
| 2014 | 8      | 6   | 2     |     |     |      |
| 2019 | 8      | 5   | 3     |     |     |      |
| 2024 | 8      | 4   | 2     | 1   | 1   |      |

### Mittelbach
Stimmenanteile der Parteien in Prozent
| Jahr | Wbt. | FWGM | HVM  | CDU  | AfD  | Pro Chemnitz.DSU | SPD  | Linke | FDP |
| ---- | ---- | ---- | ---- | ---- | ---- | ---------------- | ---- | ----- | --- |
| 1999 | 58,1 | 38,4 |      | 34,9 |      |                  | 10,3 | 13,0  | 3,4 |
| 2004 | 51,0 | 48,2 |      | 32,9 |      |                  | 9,5  | 9,4   |     |
| 2009 | 55,6 | 55,1 |      | 36,1 |      |                  | 8,9  |       |     |
| 2014 | 49,9 | 60,2 |      | 39,8 |      |                  |      |       |     |
| 2019 | 71,0 | 58,1 | 32,6 | 9,2  |      |                  |      |       |     |
| 2024 | 75,7 | 43,8 | 28,7 | 7,4  | 15,0 | 3,2              |      |       | 1,8 |

Sitzverteilung
| Jahr | Gesamt | FWGM | HVM | CDU | SPD | Linke |
| ---- | ------ | ---- | --- | --- | --- | ----- |
| 1999 | 14     | 6    |     | 5   | 1   | 2     |
| 2004 | 12     | 6    |     | 4   | 1   | 1     |
| 2009 | 12     | 7    |     | 4   | 1   |       |
| 2014 | 10     | 6    |     | 4   |     |       |
| 2019 | 10     | 6    | 3   | 1   |     |       |
| 2024 | 9 (10) | 4    | 3   | 1   | 1   |       |

### Röhrsdorf
Stimmenanteile der Parteien in Prozent
| Jahr | Wbt. | CDU  | FWVR | Pro C.DSU | Linke | Grüne | ULR  | FDP | ULFW |
| ---- | ---- | ---- | ---- | --------- | ----- | ----- | ---- | --- | ---- |
| 1999 | 54,9 | 28,9 |      |           | 15,2  |       | 41,5 | 2,6 | 11,8 |
| 2004 | 43,4 | 27,0 |      |           | 22,5  |       | 47,8 | 2,7 |      |
| 2009 | 46,4 | 22,8 |      |           | 21,4  |       | 55,7 |     |      |
| 2014 | 45,7 | 29,0 | 33,4 |           | 37,6  |       |      |     |      |
| 2019 | 67,0 | 27,8 | 30,6 |           | 35,2  | 6,4   |      |     |      |
| 2024 | 73,7 | 50,2 | 24,4 | 13,3      | 7,6   | 4,5   |      |     |      |

Sitzverteilung
| Jahr   | Gesamt  | CDU | FWVR | Pro C.DSU | Linke | ULR | Grüne | ULFW |
| ------ | ------- | --- | ---- | --------- | ----- | --- | ----- | ---- |
| 1999   | 14      | 4   | 2    |           |       | 7   |       | 1    |
| 2004   | 14      | 4   | 3    |           |       | 7   |       |      |
| 120091 | 12 (13) | 3   |      |           | 2 (3) | 7   |       |      |
| 2014   | 13      | 4   | 4    |           | 5     |     |       |      |
| 2019   | 13      | 4   | 4    |           | 5     |     |       |      |
| 2024   | 13      | 7   | 3    | 1         | 1     |     | 1     |      |

Fußnote
1 2009: Gesamt: 12 statt 13 Mandate, Linke: nur 2 statt 3 Mandate möglich

### Wittgensdorf
Stimmenanteile der Parteien in Prozent
| Jahr | Wbt. | CDU  | WfW  | AfD  | Pro C | SPD    | Linke  | Grüne | FDP  | REP | GVW  |
| ---- | ---- | ---- | ---- | ---- | ----- | ------ | ------ | ----- | ---- | --- | ---- |
| 1999 | 47,9 | 42,9 |      |      |       | 24,0   | 14,7   |       | 2,9  |     | 15,5 |
| 2004 | 46,7 | 41,1 |      |      |       | 017,46 | 017,52 |       |      | 8,1 |      |
| 2009 | 45,4 | 41,1 |      |      |       | 21,7   | 21,3   |       | 15,9 |     |      |
| 2014 | 43,0 | 56,8 |      |      |       | 10,2   | 26,5   | 6,5   |      |     |      |
| 2019 | 62,0 | 50,2 |      |      | 20,5  | 5,4    | 23,9   |       |      |     |      |
| 2024 | 69,7 | 37,6 | 26,8 | 25,3 | 5,7   | 4,5    |        |       |      |     |      |

Sitzverteilung
| Jahr   | Gesamt  | CDU | WfW | AfD | Pro C | SPD | Linke | FDP   | REP | GVW |
| ------ | ------- | --- | --- | --- | ----- | --- | ----- | ----- | --- | --- |
| 1999   | 16      | 8   |     |     |       | 4   | 2     |       |     | 2   |
| 2004   | 12      | 7   |     |     |       | 2   | 2     |       | 1   |     |
| 120091 | 11 (12) | 5   |     |     |       | 3   | 2     | 1 (2) |     |     |
| 2014   | 12      | 8   |     |     |       | 1   | 3     |       |     |     |
| 2014   | 10      | 6   |     |     | 2     |     | 2     |       |     |     |
| 2019   | 10      | 6   |     |     | 2     |     | 2     |       |     |     |
| 2024   | 9 (10)  | 4   | 2   | 2   | 1     |     |       |       |     |     |

Fußnote
1 2009: Gesamt: 11 statt 12 Mandate, FDP: nur 1 statt 2 Mandate möglich
2 2024: Gesamt: 9 statt 10 Mandate, ein Sitz bleibt unbesetzt